# 安托法亞火山
安托法亞火山是阿根廷的火山，位於該國西北部卡塔馬卡省，屬於安第斯山脈的一部分，海拔高度6,440米，是全世界第三高活火山。

## 外部連結
- Peaklist.org: Argentina and Chile North, Ultra-Prominences （页面存档备份，存于）

1. 1 2  Richards, Ullrich & Kerrich 2006，第198頁.